# Luistervergunning

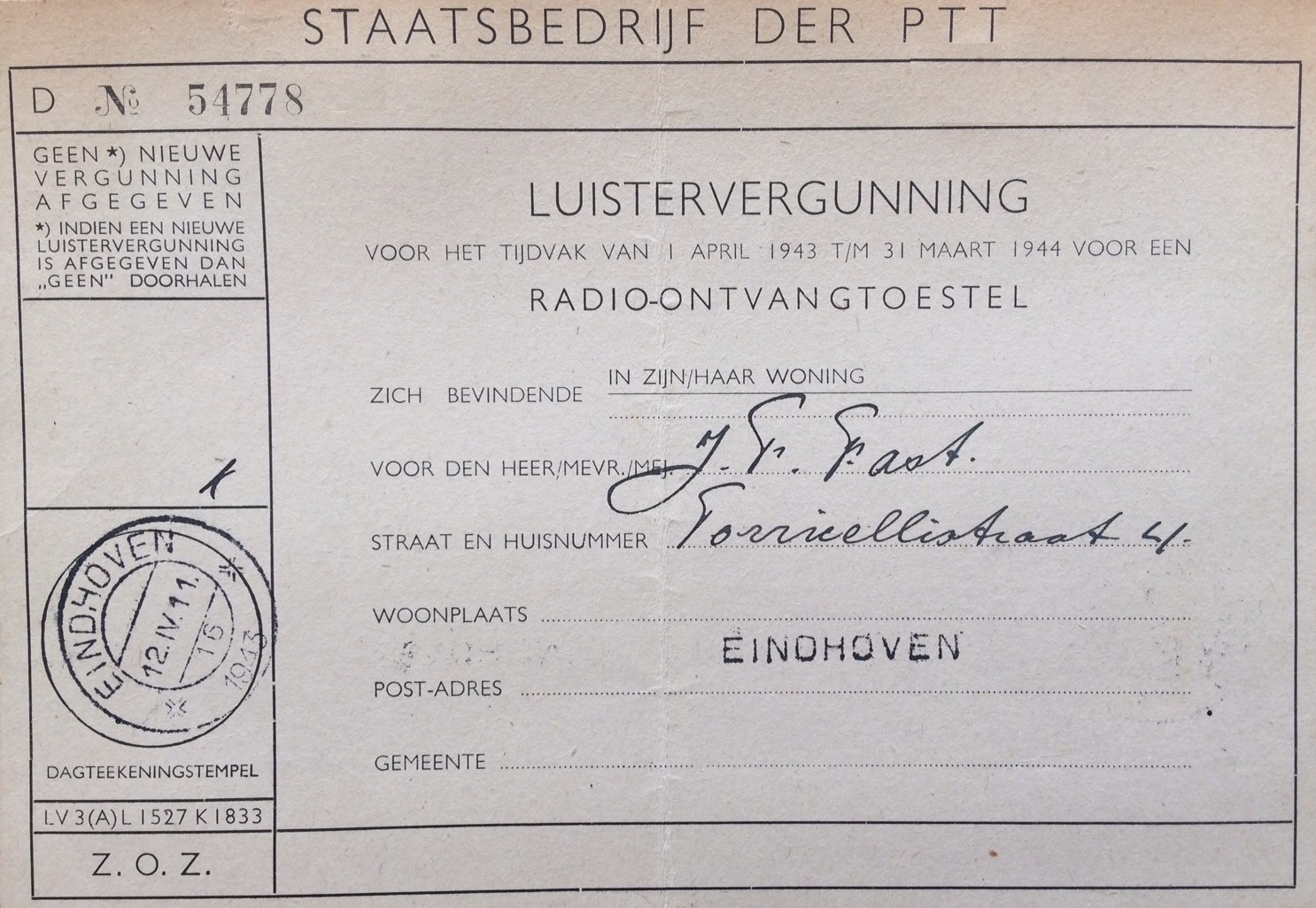
Een luistervergunning voor de periode 1 april 1943 tot en met 31 maart 1944 voor een radio-ontvangtoestel

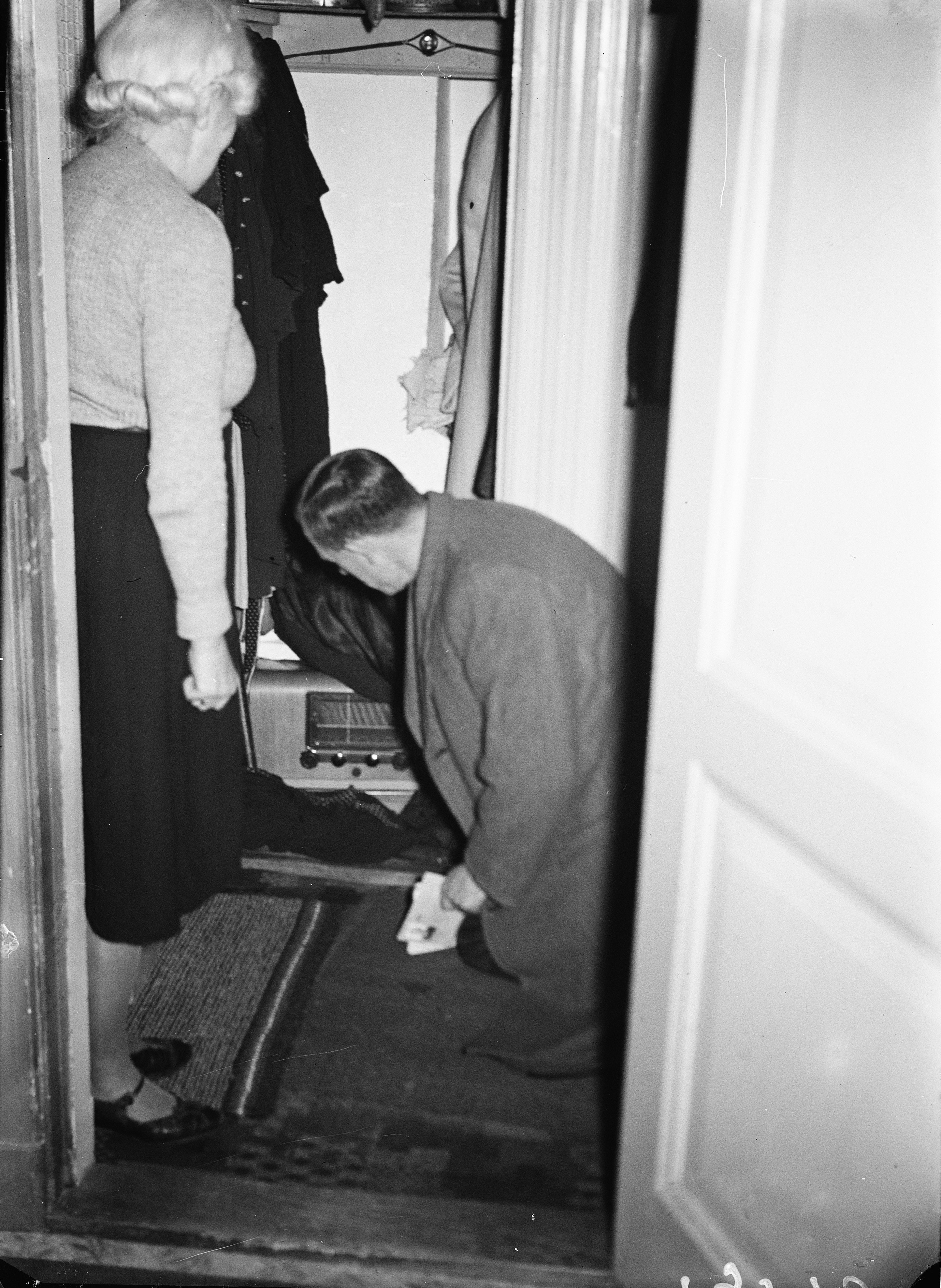
Luistervergunningcontrole: PTT op zoek naar niet-aangegeven radiotoestellen (1946)

Een luistervergunning was een vergunning die in veel landen vroeger was benodigd voor het in huis hebben en gebruiken van een radio-ontvanger. Deze vergunning werd pas verleend zodra het kijk- en luistergeld was voldaan. Veel Europese landen kenden een dergelijke vergunning, die bij het radiotoestel bewaard diende te worden. In sommige landen diende men voor ieder toestel een afzonderlijke vergunning te hebben. In Nederland was men verplicht om voor een radio in een vakantiehuisje en voor een autoradio afzonderlijke vergunningen aan te vragen.

## Geschiedenis in Nederland
Tot 1940 werden de omroepen uit de contributie van hun leden betaald. Vanaf 1941 werd de PTT belast met de uitvoering van de heffing en verscheen de Luistervergunning. Deze vergunning was voor een jaar geldig en moest jaarlijks worden verlengd. Voor betaling moest men de vergunning, in de vorm van een kartonnen kaart, maandelijks voorzien van speciaal daarvoor gedrukte radiozegels, die op het postkantoor werden gekocht en aldaar werden geplakt en afgestempeld. Aan het einde van het jaar werd de kaart ingenomen en werd een nieuwe afgegeven. Wie giraal betaalde moest het ontvangstbewijs aan de luistervergunning hechten. Controleurs konden huis aan huis langskomen en vragen om de luistervergunning voor ieder toestel te mogen inzien. Dit systeem hield stand tot ca. 1966. In 1969 werd de heffing onafhankelijk van het aantal radiotoestellen in huis en verviel het stelsel met luistervergunningen definitief.

## Andere landen
Vele andere landen kenden een soortgelijk systeem, maar overal was de uitvoering anders. In sommige landen plakte men een zegel op het toestel zelf. Tussen de jaren 20 en de jaren 80 van de twintigste eeuw hebben vergelijkbare systemen bestaan. In sommige landen, waaronder het Verenigd Koninkrijk, waren ook televisietoestellen vergunningplichtig. Uiteindelijk is de luistervergunning geheel verdwenen, in tegenstelling tot de heffing voor kijk- en luistergeld: die wordt in de meeste landen nog steeds, direct of indirect geheven.